# 日本國鐵EH10型電力機車
EH10型电力机车（日语：EH10形電気機関車）是日本国有铁道的干线货运电力机车车型之一，由日立製作所、东京芝浦电气、新三菱重工业、川崎车辆设计及生产，1954年制造了首批4台原型车，自1955起开始批量生产，至1957年停产为止共生产了64台该型机车，主要用于牵引东海道本线及山阳本线的货物列车。EH10型电力机车不仅是日本国铁唯一一种双节八轴电力机车，也是日本国铁史上重量最大的电力机车，亦因此获得了“猛犸”的绰号。

## 发展历史

### 开发背景
第二次世界大战结束后，日本在一片颓垣败瓦之中开始进入战后混乱期。在战后初期，日本铁路承担了大量占领军、退伍军人、以及平民百姓的运输任务，不论货运量或客运量都以惊人的速度激增。当时东海道本线上货物列车的重量已经达到1200吨，仍然主要采用D51、D52型蒸汽机车作为牵引动力。然而，由于煤炭产量的下降及煤炭质量的的劣化，蒸汽机车用煤面临一个很大的危机，使日本需要认真考虑能源的合理利用。面临战后经济复兴的形势，在铁路运输能力紧张且煤炭供应短缺的背景下，日本国铁加快了东海道本线沼津以西的电气化进度。1949年2月，沼津至静冈区段完成电气化，同年5月继续延伸至滨松。1953年7月，滨松至名古屋区段完成电气化，同年11月又延伸至稻泽。稻泽至米原区段的电气化也迫在眉睫，东海道本线全线电气化指日可待。
东海道本线大垣至关原这一区段之间，是一个总延长约6公里的连续长大坡道，最大坡度达到10‰，对重载货物列车而言这是一个十分困难的区段。即使是当时最新型的EF15型货运电力机车，其功率仍然不足以单机牵引1200吨货物列车通过该区段，甚至牵引电动机还会因过载而发生过热或烧损事故。因此，大垣至关原区段在电气化后反而成为东海道本线的瓶颈，虽然可以通过加挂补机来提高运输能力，但这种措施却削弱了铁路电气化的意义。

### 原型车
为此，日本国有铁道决定开发研制一种性能比EF15型电力机车更强大的新型干线货运电力机车，不仅需要克服大垣至关原区段的运输瓶颈、增加东海道本线的货物输送能力，还要提高货物列车的平均旅行速度，以缩小客货列车之间的速度差、充分利用线路通过能力。1954年，日立製作所、东京芝浦电气、新三菱重工业、川崎车辆合作研制了新一代的EH10型电力机车，四家工厂于当年7月至8月分别试制了四台原型车（1～4）。
EH10型电力机车不仅是日本国有铁道第一种双节八轴电力机车，也是当时日本铁路史上重量及功率最大的电力机车。每台机车由两节完全相同的四轴机车联接而成，原型车运转整备重量达到118.4吨，最大轴重为14.8吨，额定功率为2530千瓦。原型车与量产车在外观上有着明显的不同，尤其是受电弓的布置方式。每节机车车顶靠近车体中央的位置均安装有一台受电弓，两台受电弓的安装位置较为接近，以减少高压引通线的长度和重量。车体涂装方面，1、3号机车采用了黑色配黄色线条的配色方案，2、4号机车则采用了传统的葡萄色配银色线条的方案；经过对两种方案的比较，正式决定在量产车采用前者的涂装，而2、4号机车亦和其他机车统一涂装。

### 量产车

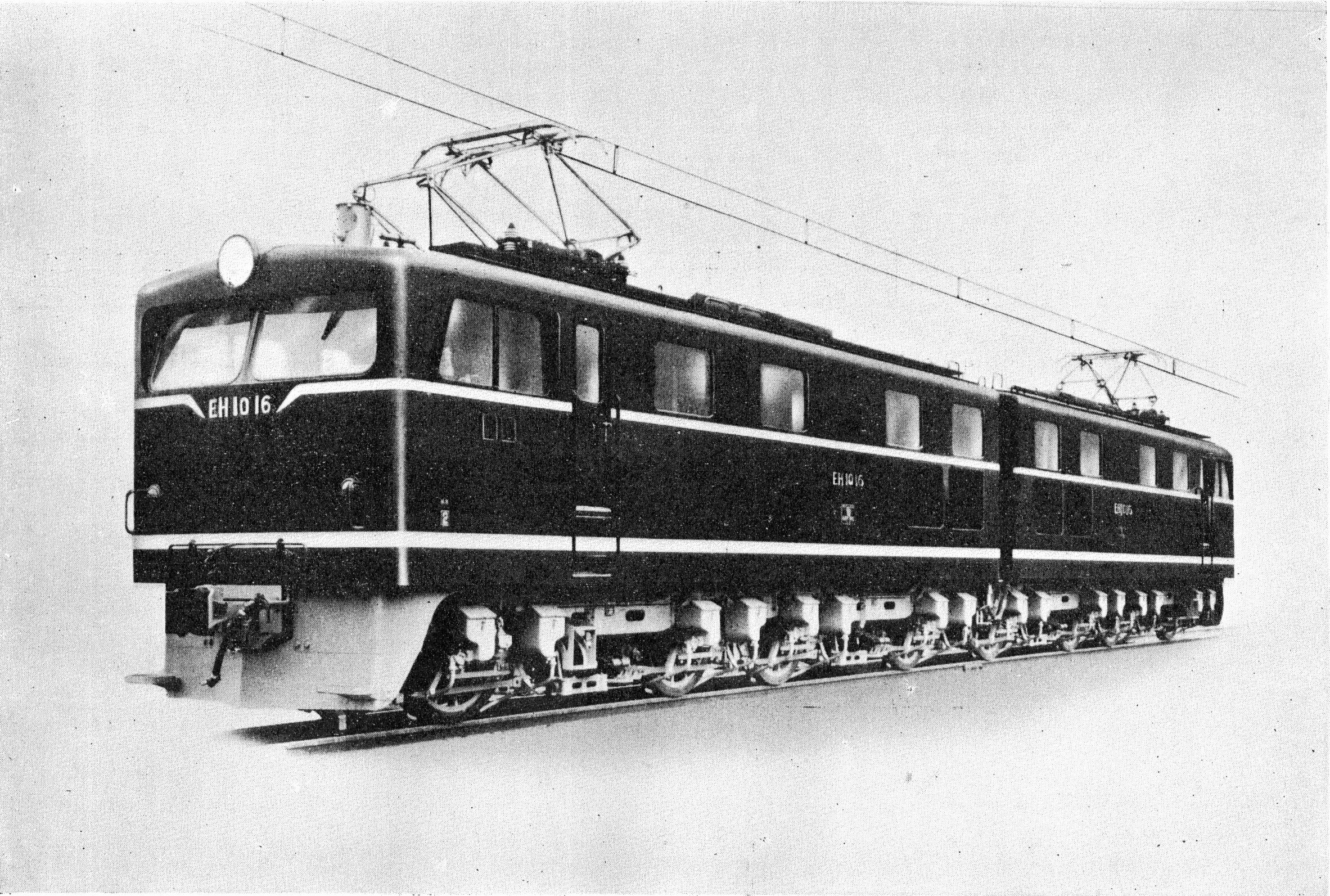
量產車（16號機車）

1955年，EH10型电力机车正式投入批量生产。量产车根据原型车的试验结果，对部分细节设计作出了改进，包括机车重量分配均等化，运转整备重量略为减轻至116吨，平均轴重为14.5吨；扩大司机座席空间，改善乘务人员的工作环境；车钩安装位置从突出车体前端100毫米延长至200毫米，以便通过小半径曲线和道岔。此外，在原型车的试验过程中发现两台受电弓的安装距离过于接近，会对架空接触网造成较大的向上接触压力，并在高速运行时产生共振的情况，对接触网造成不利影响，因此在量产车上将受电弓移动到在司机室后部上方的位置。

### 高速试验车
1950年代中期，为了增加东海道本线的旅客运输能力，提高旅客列车旅行速度成为当务之急。日本国铁当时对开行超特急列车进行了可行性研究，计划将东京至大阪的单程旅行时间缩短至6小时30分钟，并着手进行一系列高速试验。1955年10月，东京芝浦电气制造的EH10型15号电力机车被选定为高速试验车，装备了SE174型高速牵引电动机，齿轮传动比改为25：77（1：3.08），并采用了有别于一般量产车的葡萄色涂装。1955年12月14日，这台机车在东海道本线金谷至滨松区段成功进行了120公里/小时高速运转试验，试验列车主要由轻量化的新型10系客车组成。此外，该机车在牵引“燕号”等特急旅客列车也取得了令人满意的结果。
根据15号机车的试验结果，日本国铁曾经一度计划在EH10型电力机车的基础上，开发研制专门牵引优等旅客列车之用的八轴干线客运电力机车，即EH50型电力机车。然而，由于在动力集中式列车之中机车的轴重较大，将需要投入较多的成本来强化线路。因此日本国铁的铁路发展政策逐渐倾向采用动力分散式的电力动车组，例如采用151系电力动车组担当东海道本线的日间优等列车。最终，EH50型电力机车未能正式投入生产，而高速试验车在完成试验后亦被恢复为货运机车。

## 運用歷史
1950年代中期，EH10型电力机车开始活跃于东海道本线，担当东京和大阪之间的高速货物列车牵引任务。1959年11月，日本国铁开行了首趟专门运输集装箱的“宝号”特急货物列车（汐留—梅田），亦是由EH10型电力机车牵引。
由于EH10型电力机车拥有较大的轴重，基本上只能限定在线路条件较好的主要干线上运用，不适合转往其他地方干线或支线铁路运用。1960年代起，随着新一代的EF60、EF65型六轴电力机车投入牵引高速货物列车，EH10型电力机车逐渐改为用于牵引普通货物列车，运用范围亦有所扩大，包括东海道本线（含美濃赤坂支線）、山阳本线（冈山编组站以东）以及宇野线。
为了充分发挥机车功率大的优势、提高大坡度区段的牵引定数，日本国铁曾经利用EH10型电力机车在中央本线组织进行粘着性能试验。1966年5月14日至21日，甲府机关区借用14、64号机车，在中央东线甲府至上諏訪间的25‰大坡度区段，进行牵引性能及粘着性能试验。但试验结果并未如理想，当机车仅仅牵引650吨列车就出现空转的问题，因此只能放弃让EH10型电力机车投入大坡度区段运用的计划。
1975年以后，由于机车逐渐老化，且难以转往其他地区运用，EH10型电力机车开始陆续报废。在运用末期，由于PS15型受电弓零件供应短缺，部分机车改为安装下框架交叉式的PS22B型受电弓。1976年2月，吹田第二机关区的21号机车完成改装PS22B型受电弓，此后又有约10台机车进行了改造。1981年4月1日，随着宇野至吹田的3370次货物列车抵达终点，标志着EH10型电力机车完成了最后一次牵引任务。1982年，全部EH10型电力机车退役报废。

## 技術特點

### 总体结构

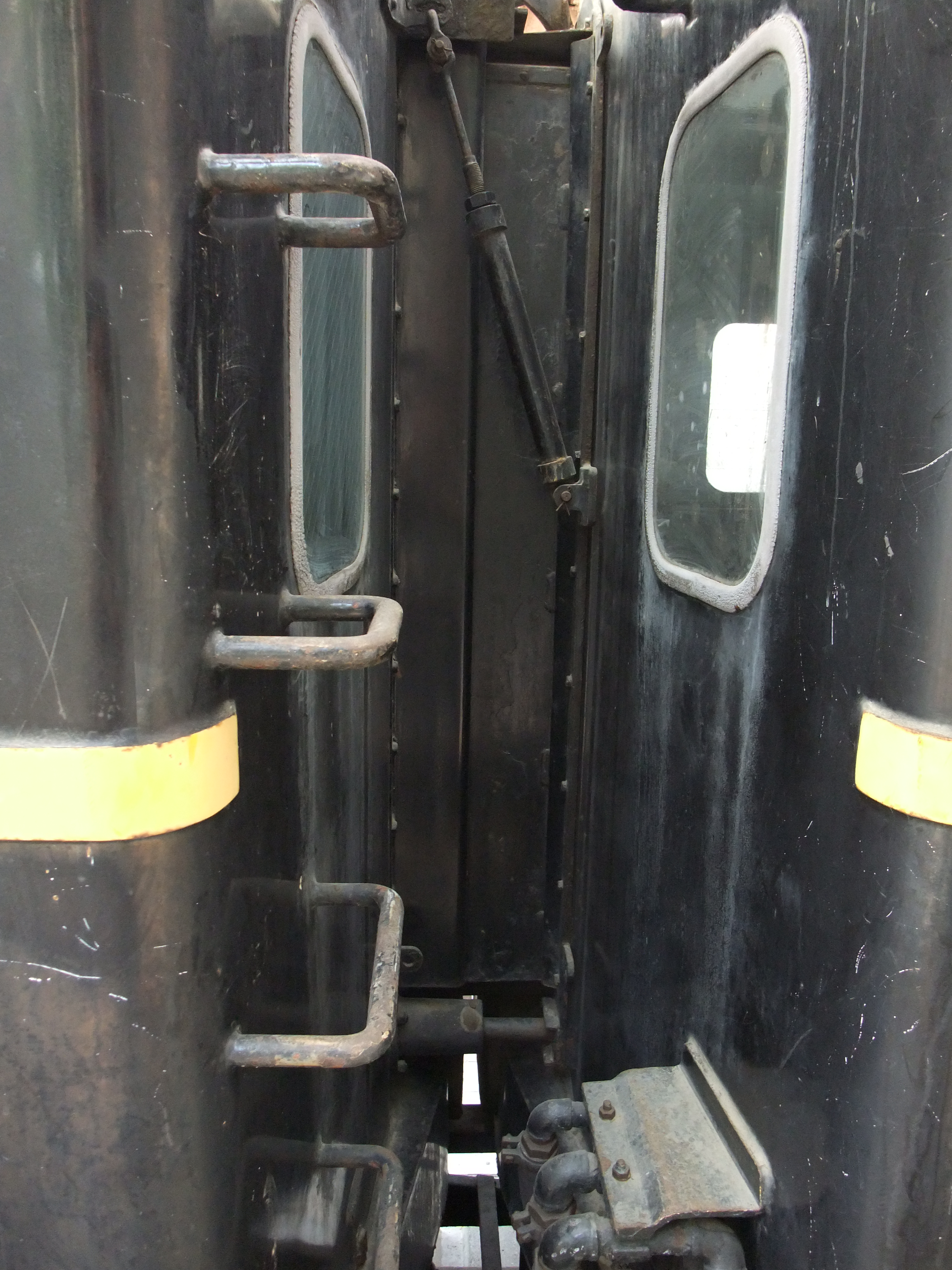
两节机车之间的连接部分

EH10型电力机车是干线货运用的双节八轴直流电力机车，适用于供电制式为1500伏直流电的电气化铁路。每台机车由两节完全相同的四轴机车通过机械及电气联接固定重联而成。由于机车长度达到22,500毫米，为了尽量减少机车在车站到发线占用的有效长度，EH10型电力机车采用近平面的非贯通构造的车头结构，而没有沿用旧型货运电力机车的前端通过台设计。机车采用非承载式的钢制焊接结构车体，车体各项载荷全部由底架承担，侧墙和顶盖不参与承载。
每节机车只设有一个司机室，每台机车共设有两个司机室。两节机车之间采用永久连接式的棒式车钩联接，以避免两节机车在起动和运行时产生剧烈的纵向冲击。车端安装了带有车钩缓冲装置的柴田式上作用自动车钩。车内采用双侧纵向内走廊布置，每节机车从前端至后方依次为司机室、机械室、主电阻器室和辅助机械室。辅助机械室两侧车体下部均设有冷却进风口，其中51、60号机车采用了独特的百叶窗式进风口，30号机车采用乙烯基纤维材料制过滤网。
两节机车之间还设有供乘务人员行走的中间过道，过道处设有过道门和钢制风挡，以防粉尘和雨雪从此处进入车内；而两节机车之间的电气连接线亦安装在中间过道之下。每节机车的车顶均安装有一台PS15型双臂式受电弓、避雷器、以及连接两台机车的1500伏特高压母线。原型车的受电弓安装在每节机车靠近车体中央的位置，而后来的量产车则改为安装在司机室后部上方的位置。

### 车体外形
EH10型电力机车的外形被委托由民间的工业设计师萩原政男设计，机车采用了典型的箱型车体结构，前窗部分在中央分割为两块玻璃，并以一定的后倾角凹陷于车体。两块前窗玻璃的设计形式与同时期的国铁80系电力动车组相似，而前窗凹陷的设计则很可能参考自国铁72系电力动车组。车体涂装亦出自于萩原政男的构思，以黑色为主色并配以两道黄色的细色带，与当时旧型电力机车普遍使用的葡萄色涂装形成了强烈对比，EH10型电力机车因而也获得了“熊蜂”的绰号。

### 转向架

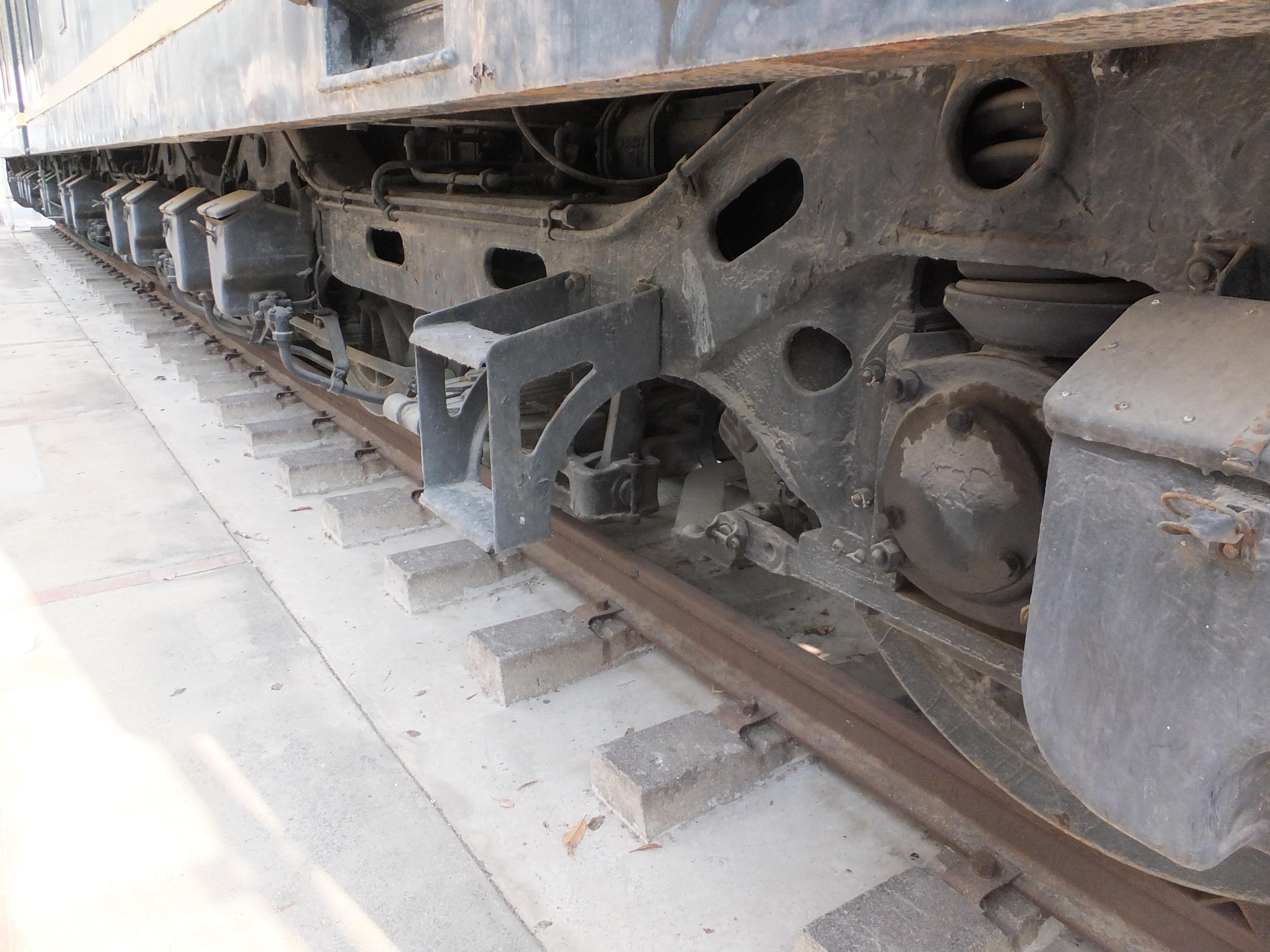
转向架

以往的国铁电力机车由于固定轴距较长，大多采用带有导轮的转向架结构以便通过曲线，但EH10型电力机车的走行部为四台DT101型二轴转向架，使机车具有良好的曲线通过性能，能够安全通过最小半径80米的曲线，因而不再需要落后的导轮转向架。转向架构架采用“日”字形一体化铸钢结构，而非以往使用的钢板焊接或铆接结构，以简化生产加工过程及减轻构架重量。轴箱采用导框式定位结构。车轴轴承采用复式锥形滚柱轴承，除了锥面方向不同外，其结构与EF58型电力机车的轴承结构大致相同。和EF15型电力机车一样，EH10型电力机车的车轮两侧均设有砂箱，每台机车共设有32个砂箱，以确保有充足的砂储备量，在恶劣的轮轨条件下提高粘着系数。基础制动装置采用双侧闸瓦式踏面制动，轮对的两侧均设有闸瓦以施加压力。
除此之外，EH10型电力机车也摆脱了国铁电力机车一向采用的固定枕梁式转向架，改为采用类似电力动车组的摇动台式摇枕转向架，有效改善了机车的振动性能和平稳性。摇动台结构也是悬挂弹簧装置的一部分，车体通过心盘支承在上摇枕之上，上摇枕两端支承在中央摇枕弹簧的上支承面，摇枕弹簧下支承面坐落在下摇枕之上，下摇枕通过四条长650毫米、倾斜角约10°的摇枕吊杆悬挂在构架上，因此摇动台装置在侧向力作用下可以产生相对构架的横向摆动。 轴箱顶端设有螺旋圆弹簧，中央摇枕弹簧采用钢板弹簧。牵引力和制动力通过摇动台、构架、心盘传递到车体底架，然后经由车体底架传至车钩。牵引电动机采用抱轴式悬挂，牵引电动机的一端安装在转向架构架上，而另一端通过抱轴承刚性抱合在车轴上。牵引电动机输出的扭矩通过一级减速齿轮传递给轮对，牵引齿轮传动比为21：77（1：3.67）。

### 电气系统
EH10型电力机车是直—直流电传动的直流电力机车，机车主电路结构与EF15型电力机车没有太大差异，虽然技术上并无突出的地方，但具有良好的运用可靠性。由于同时拥有新型机械结构及传统的主电路系统，因此EH10型电力机车被定位为介乎旧型电力机车（EF15型电力机车及以前）和新性能电力机车（ED60型电力机车及以后）之间的一种过渡性车型。
机车通过调节起动电阻、牵引电动机的三段式串—并联转换和磁场削弱来达到调速的目的，利用手动调级的电磁式空气接触器实现有级调压。司机控制器共有32个调压级位，其中串联位12级、串—并联位9级、并联位11级（包括磁场削弱位2级），每个级位之间的牵引力变化不大于20%，以获得尽量平滑的起动及调速性能。电路保护系统方面，EH10型电力机车安装了大容量高速断路器、牵引电动机过流保护继电器、空转警报继电器、高压辅助电路自动断路器及手动断路器等保护装置。
每台机车安装有八台MT43型牵引电动机，该型电动机与EF58型电力机车所采用的MT42型牵引电动机具有相同的输出功率，但提高了绝缘等级以强化电动机短时过载的耐热性能，并改善了抱轴瓦的润滑方式。MT43型牵引电动机是四极串励直流电动机，额定电压为750伏特，小时功率为325千瓦，全励磁时额定转速为每分钟800转，60%磁场削弱时额定转速为每分钟990转。

## 车辆保存

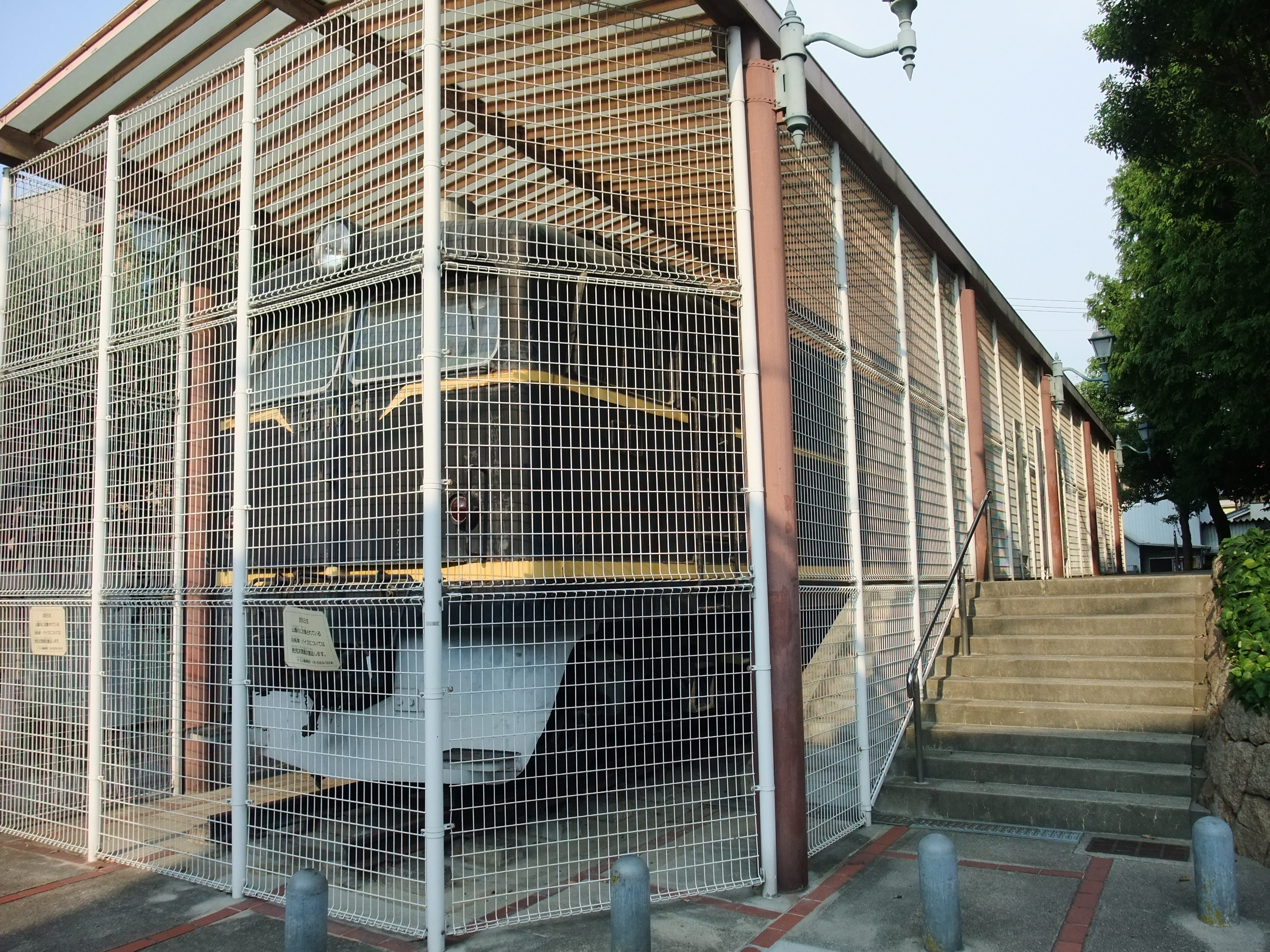
东淡路南公园内的61号机车

- EH10-61号机车：静态保存于大阪市东淀川区东淡路南公园，位在阪急電鐵淡路站附近。